# П'єр Клеман Дюбюіссон
П'єр Клеман Дюбюіссон (Pierre Clement Dubuisson) (1949) — бельгійський дипломат. Надзвичайний і Повноважний Посол Бельгії в Україні.

## Біографія
Народився в 1949 році. Закінчив педагогічний коледж у Монсі.
З 1973 по 1987 — працював перекладачем з французької, німецької та англійської мов в Університеті Монс-Хайнау.
З 1987 по 1989 — працює в МЗС Бельгії.
З 1989 по 1992 — аташе постійного представництва Королівства Бельгія при Раді Європи.
З 1992 по 1997 — заступник постійного представника Бельгії при Раді Європи.
З 1997 по 2000 — 1-й секретар Департаменту європейської інтеграції МЗС Бельгії.
З 2000 по 2003 — Надзвичайний і Повноважний Посол Бельгії в Україні.